# 이바디
이바디(ibadi)는 대한민국의 프로젝트 그룹으로써, 클래지콰이 프로젝트 소속의 호란이 이 프로젝트의 일원으로 활동하고 있다.

## 프로젝트명의 유래
- 이바디는 "잔치"를 뜻하는 중세 한국어 '이바디'에서 유래하였다. 이 단어의 현대 한국어형 발음은 "이바지"이다.

## 멤버

### 호란
- 본명:최수진
- 역할:보컬
- 출생:1979년 7월 5일
- 학력:연세대학교 심리학과 졸업
- 데뷔:클래지콰이 프로젝트 1집 앨범 Instant Pig

### 거정
- 본명:임거정
- 역할:드럼, 기타, 프로듀서
- 출생:1972년 9월 19일
- 데뷔:이바디 1집 앨범 Story of Us

### 저스틴 킴
- 본명:김정민
- 역할:베이스, 프로듀서
- 출생:1976년 3월 20일
- 데뷔:이바디 1집 앨범 Story of Us

## 같이 보기
- 호란
- 클래지콰이 프로젝트